# Kanadames
Kanadames (Poecile hudsonicus) är en nordamerikansk fågel i familjen mesar inom ordningen tättingar. Den förekommer i nordliga boreala skogar, i syd till nordöstra USA. Arten minskar i antal, men beståndet tros vara livskraftigt. 

## Utseende och läten
Kanadamesen är en medelstor (12,5–14,5 cm) mes med brun hätta och ovansida och svart haklapp. Undertill är flankerna rätt mörkt brunaktiga och armpennorna gråkantade. Karakteristiskt är den grå nacken som endast lämnar en liten kilformad vit kindfläck. Sången består av en enkel klar drill med en kort inledningston. Lätet är ett arbetsamt och hest "tsi-jaaay" eller "tsi-ti-jaaaay-jaay", i engelsk litteratur ofta återgivet som "yesterday".

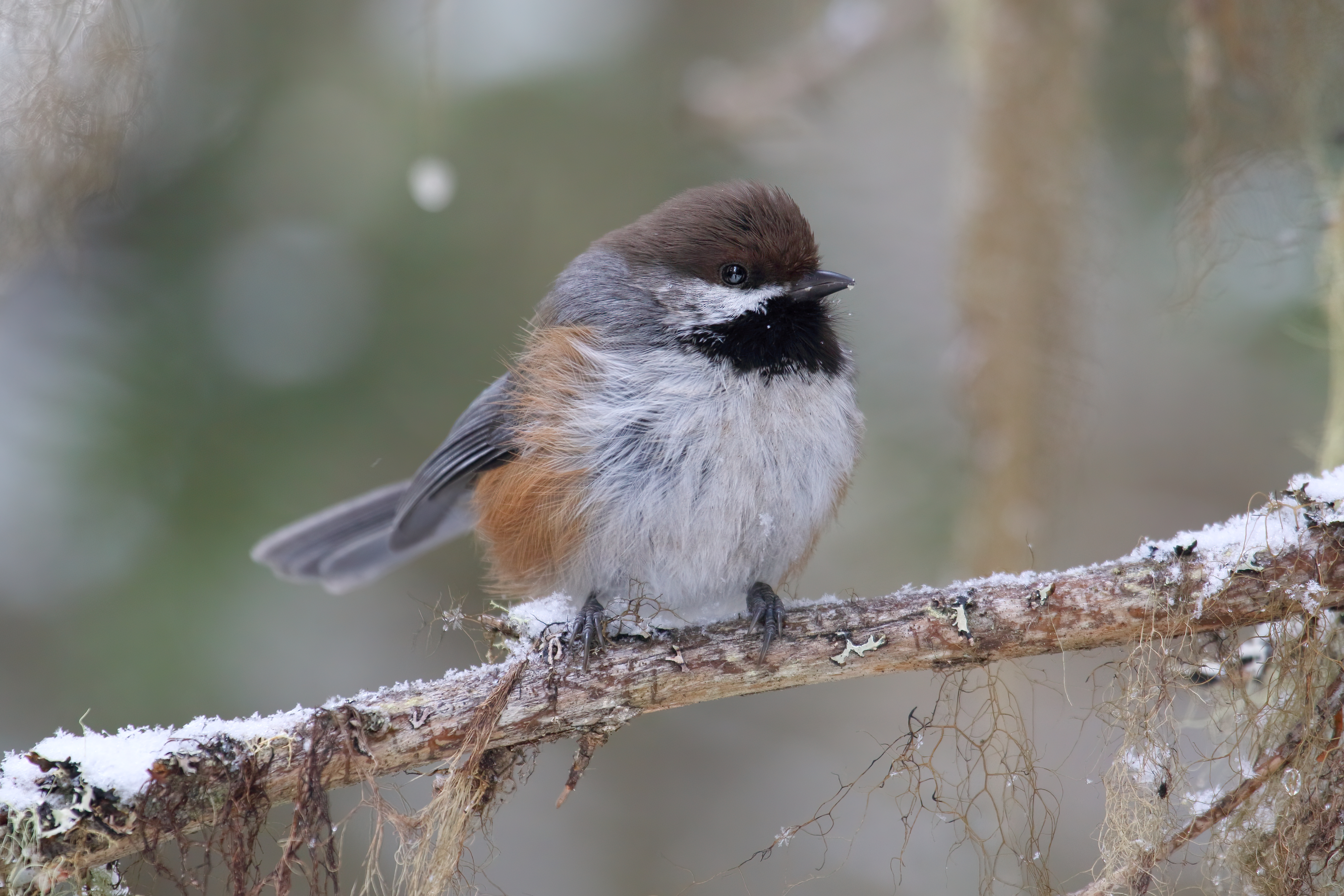

## Utbredning och systematik
Kanadames delas upp i fem underarter med följande utbredning:
- Poecile hudsonicus stoneyi – förekommer i norra Alaska till norra Yukon och nordvästra Mackenzie
- Poecile hudsonicus hudsonicus – centrala Alaska och Yukon till Minnesota, Labrador och Newfoundland
- Poecile hudsonicus colombianus – södra Alaska till södra Yukon, British Columbia, Montana och Washington
- Poecile hudsonicus farleyi – nordöstra British Columbia och Alberta till Saskatchewan och Manitoba
- Poecile hudsonicus littorialis – sydöstra Kanada (södra Quebec) till Nova Scotia och nordöstra USA

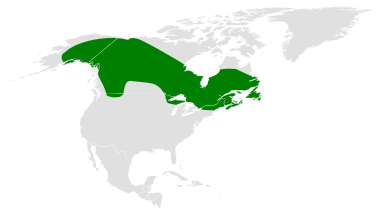
Artens utbredningsområde.

### Släktestillhörighet
Arten placerade tidigare i det stora messläktet Parus. Data från jämförande studier av DNA och morfologi visade att en uppdelning av släktet bättre beskriver mesfåglarnas släktskap varför de flesta auktoriteter idag behandlar Poecile som ett distinkt släkte.

## Levnadssätt
Kanadamesen hittas i granskog där den ses i smågrupper, men är mindre social och mer tillbakadragen än andra mesar. Den livnär sig av frön, spindlar och insekter som den plockar från kvistar. Fågeln häckar från slutet av april till mitten av juli. Den lägger en enda kull och har ett monogamt häckningsbeteende, med troligen livslånga par.

## Namn
Det vetenskapliga namnet Poecile har ofta kategoriserats som femininum vilket resulterat i att artepitetet stavats hudsonica. Men Johann Jakob Kaup, auktor för taxonet Poecile, specificerade inte detta och genom att följa regelverket uppsatt av ICZN så måste släktnamnet kategoriseras som maskulinum vilket ger att artepitet förblir hudsonicus  Namnet hudsonicus syftar på den kanadensiska Hudsonviken, som i sig fått namn av upptäcktsresande Henry Hudson som lämnades där när hans besättning gjort myteri.

## Status och hot
Arten har ett stort utbredningsområde och en stor population, men tros minska i antal, dock inte tillräckligt kraftigt för att den ska betraktas som hotad. Internationella naturvårdsunionen IUCN kategoriserar därför arten som livskraftig (LC).